# 이규용
이규용(李圭用, 1955년 12월 23일 ~ , 서울)은 대한민국의 공무원이다.

## 학력
- 1974년 : 경기고등학교 졸업
- 1978년 : 서울대학교 법학 학사
- 1985년 : 서울대학교 행정대학원 행정학 수료
- 서울시립대학교 대학원 환경공학 석사

## 경력
- 1988년 ~ 1990년 : 대통령 정책보좌관실 근무
- 1990년 ~ 1991년 : 환경처 폐수관리과장, 평가제도과장
- 1991년 ~ 1992년 : 환경처장관 비서관
- 1992년 ~ 1995년 : 환경처 교통공해과장, 수도정책과장, 폐기물정책과장
- 1996년 ~ 1997년 : 환경부 기획예산담당관
- 1997년 ~ 1998년 : 환경부 공보관
- 1999년 ~ 2000년 : 환경부 대기보전국장
- 2001년 ~ 2002년 : 환경부 환경정책국장
- 2002년 ~ 2003년 : 환경부 근무(이사관)
- 2003년 ~ 2005년 : 환경부 기획관리실장
- 2005년 ~ 2006년 : 환경부 정책홍보관리실장
- 2006년 ~ 2007년 : 환경부 차관
- 2007년 ~ 2008년 : 환경부 장관
- 2008년 6월 ~ : 김·장 법률사무소 상임고문
- 2011년 3월 ~ 2017년 3월 : 고려아연 사외이사
- 2017년 3월 ~ : 현대오일뱅크 사외이사
- 2019년 1월 ~ : 대한민국환경대상 위원장
- 2019년 5월 ~ 2021년 4월 : 국가기후환경회의 자문위원
- 2019년 12월 ~ 2022년 4월 : 한국환경한림원 회장
- 한국환경한림원 이사

## 수상
- 1995년 : 근정포장
- 2000년 : 홍조근정훈장

| 전임 박선숙 | 제14대 환경부 차관 2006년 1월 31일 ~ 2007년 9월 21일 | 후임 김수현 |

| 전임 이치범 | 제18대 환경부 장관 2007년 9월 21일 ~ 2008년 2월 29일 | 후임 이만의 |